# Журбенко, Сергей Николаевич
Сергей Николаевич Журбенко (род. 31 июля 1965, Липецк, СССР) — советский и российский футболист и футбольный тренер.

## Биография
Сергей Журбенко родился 31 июля 1965 года в Липецке. Воспитанник липецкого футбола, выступал за детско-юношескую школу «Металлурга». В сезоне 1982/83 дебютировал во взрослом футболе в третьей по силе лиге СССР за «Металлург» Липецк. Провёл в команде два сезона, с 1985 по 1986 год являлся игроком «Обувщика» из Лиды. В 1987 году вернулся в Липецк, где выступал до 1995 года. Всего в чемпионатах страны за липецкий клуб сыграл 348 матчей, забил 16 мячей в ворота соперников.
Сезон 1995/96 провёл в «Спартаке» из Анапы. С 1997 по 2004 год выступал за тамбовский «Спартак», всего в 257 матчах забил 17 голов. В 2004 году повесил бутсы на гвоздь в возрасте 39 лет.
В 1993 году окончил Краснодарский государственный институт физической культуры, в 2005 году устроился на работу в СДЮШОР «Металлурга» тренером. С 2002 по 2009 год также возглавлял молодёжную команду Липецка в первенстве ЛФЛ.